# Ve znamení Tyrkysové hory
Ve znamení Tyrkysové hory (mongolsky Хайрхан өндөр хаа байна, Chajrchan öndör chá bajna) je film z roku 1977 (premiéra 1978) natočený v československo-mongolské koprodukci. Film byl natočen jako dobrodružný příběh výpravy československých geologů hledajících naleziště mědi v Mongolsku, kde vyvstanou spory o neortodoxní metodu hledání podle lidové pověsti o „Tyrkysové hoře“, která by měla ukázat naleziště.  Film po své premiéře zapadl, dodnes má zejména hodnotu zachycení mongolské krajiny kameramanem Josefem Illíkem.

## Vznik
Pro vznik filmu byla důležitá okolnost, že vznik nákladných filmů pro kina byl v Československu výhradně státní (česká kinematografie) a Československo mělo i smlouvy v rámci dalších (též státních) filmových produkcí spřáteleného socialistického světa, což umožňovalo i vyžadovalo natáčení často i velmi vzdálených exteriérech. V případě Ve znamení Tyrkysové hory spolupracovala produkční společnost Barrandov a mongolské Mongolkino.
Takováto koprodukce byla natočena jediná, nicméně česko-mongolské vztahy byly až do roku 1989 velmi silné. Literární scénář Karla Copa, na kterém se za mongolskou stranu podílel Sormúniršín Dašdórov a který byl schválen roku 1975, podává zcela fiktivní příběh a neodkazuje na žádné konkrétní místo v Mongolsku (krom hlavního města Ulánbátaru). Snaží se zábavnou formou podchytit spor mezi přísně vědeckým geologickým průzkumem, který je ještě přísně vázán centrálním plánováním (v rámci národního podniku Geoindustria) a na druhé straně romanticky podaným neortodoxním průzkumen na základě ústního podání bájí v samotném Mongolsku (kde má ústní předávání příběhů silnou tradici).
Téma hledání mědi československými geology ale bylo poněkud ožehavé. V 60. letech 20. století totiž skutečně za pomoci československých geologů bylo objeveno velké naleziště v Erdenetu a geologové se podíleli na vzniku těžebního podniku Erdenet. Tamější spolupráce ale musela ustat po okupaci Československa v roce 1968 (a československou pozici převzal Sovětský svaz), o tomto československém geologickém úspěchu se nesmělo až do roku 1989 mluvit. Teprve po roce 1989 získali českoslovenští geologové (např. Emanuel Komínek, Mojmír Krautner) mongolský Řád polární hvězdy a další ocenění.
Film režíroval Ivo Toman, v rámci koprodukční spolupráce ve spolupráci s mongolským režisérem Najdangínem Njamdavá. I herci a ve štábu se uplatnili kolegové jak z Československa, tak z Mongolska. Titulní roli obsadil Josef Langmiler (prof. Pudil), Karel Hlušička (dr. Mareš), mongolského geologa hrál Dagva-Očiryn Elbegsajchan, místního člena expedice Dž. Dzanabadzar a tlumočnici Šataryn Ceceg. Na hudbě se podíleli jak Jiří Srnka, tak Luvsandžambyn Mördordž.

## Děj
Vedení národního podniku Geoindustria začíná být nespokojeno s výsledky expedice vyslané do Mongolska. Nespokojenost je sdílená jak z pohledu generálního ředitelství v Praze, tak z pobočky v Ulánbátaru (ředitel Ing. Vrutský, Josef Větrovec). Autor projektu, prof. Pudil (Josef Langmiler) se odmítá smířit s neúspěchem, proto bez konzultace s vedením odletí z Prahy do Mongolska, přímo do polního tábora expedice. Zde Pudila seznámí jeho žák dr. Tömör (Dagva-Očiryn Elbegsajchan) s legendou o tyrkysové hoře, kde by tyrkysové zbarvení bájné hory mohlo naznačovat velké naleziště mědi, se sledováním této stopy nesouhlasí lokální vedoucí expedice dr. Mareš (Karel Hlušička). Pudil se vrací do Ulánbátaru s novou nadějí věc vysvětlit místnímu ředitelství Geoindustrie, nicméně při snaze ověřit legendu v knihovně zjistí, že existuje mnoho variant a pro pátrání je nelze použít. To ho vede k smíření se s neúspěchem, ale při odletu letadlem dostává zprávu z tábora, že se v horách ztratil dr. Mareš, kterého se vydá letadlo hledat. Nakonec je nalezen, letadlo přistane a zjistí se, že dr. Mareš skutečně našel úlomky tyrkysu a tedy i hledané naleziště mědi.